# Châteauroux
Châteauroux er en by og kommune centralt i Frankrig, 258 kilometer fra Paris. Den er préfecture (hovedstad) i departementet Indre, hvor floden Indre passerer igennem.
Châteauroux er den største by i den historiske provins Berry efter Bourges. Byen har en banegård og en mindre lufthavn. Tidligere bestod byen af to adskilte byer Châteauroux og Déols, de er nu smeltet sammen til en by. Châteauroux består af 28 officielle kvarterer

## Sport

### Fodbold
Den er hjemstedet for den franske fodboldklub LB Châteauroux, som spiller i Ligue 2, det næst højeste niveau i fransk fodbold.

## Personer fra Châteauroux
- Maleren Bernard Naudin